# Colônia Azambuja
A Colônia Azambuja, berço catarinense da colonização italiana, foi o primeiro assentamento de imigrantes italianos no sul da Província de Santa Catarina e o terceiro em todo o estado. O primeiro assentamento em solo catarinense (este inclusive também em nível nacional) deu-se pelos imigrantes provenientes do Reino da Sardenha em 1836, no atual município de São João Batista, e o segundo deu-se pelos imigrantes tiroleses trentinos em 1875; nos atuais municípios de Nova Trento e Brusque. Fundada em 28 de abril de 1877 pelo agrimensor Joaquim Vieira Ferreira, esta colônia tutelada pelas Famílias Imperiais Sabauda e Bragança[carece de fontes?] e que tem hoje sua sede em São Marcos da Azambuja, abrangia então desde as margens da Freguesia de Nossa Senhora da Piedade do Rio Tubarão até os confins com a Freguesia de Nossa Senhora Mãe dos Homens do Rio Araranguá. Diferentemente das outras colônias provinciais e/ou particulares, a Colônia Governativa Azambuja (direta e totalmente administrada pelo governo imperial brasileiro) foi também distrito do município de Tubarão e atualmente o é do município de Pedras Grandes.
Seu aniversário de 140 anos de fundação em 2017 foi oficialmente celebrado pela Assembleia Legislativa de Santa Catarina (ALESC).

## História
A portaria de 21 de novembro de 1876 do ministro da Agricultura, Comércio e Obras Públicas Tomás José Coelho de Almeida, designou uma comissão para a discriminação e medição das terras públicas devolutas existentes no sul da província de Santa Catarina. Constituída pelo engenheiro Joaquim Vieira Ferreira (diretor e morador da colônia, diferentemente d’outros diretores) e tendo como membros o agrimensor Augusto Barradon e o tenente Brás Nogueira Pinto, a comissão criada durante a administração provincial catarinense do presidente José Bento de Araújo, instalou-se no vale do rio Tubarão em janeiro de 1877. Encaminhados do vale em direção ao sul em abril do mesmo ano, os imigrantes, primeiro por cerca de 25 km de canoa pelo rio Tubarão até a freguesia de São Gabriel do Rio das Pedras Grandes e depois por mais ou menos 10 km a pé e de carros de bois sempre margeando o rio das Pedras Grandes até a sede da Colônia, foram então, após peculiar, ímpar e verdadeira peregrinação entregues à comissão e por assim dizer, à própria sorte. Foi desta forma a comissão, criada a fim de prover medições das terras a serem distribuídas, imbuída também das mais diferentes tarefas pertinentes à colonização, a saber: a gestão de toda uma logística de controle e distribuição inicial de víveres, da alocação rural e urbana das famílias em seus respectivos lotes, do fornecimento de material e instrumental básico de mão-de-obra para a derrubada e queimada das florestas e finalmente do fornecimento de mudas e sementes para o plantio e cultivo principalmente de cana de açúcar, mandioca, milho, videira, feijão e trigo. O grupo assim formado fixou-se então a mais ou menos duas léguas ao sul da confluência do rio das Pedras Grandes com o rio Tubarão, onde foi assentado pelo engenheiro imperial brasileiro Joaquim Vieira Ferreira, sua esposa Elisa Augusta do Val Vieira Ferreira, seu filho menor de 9 anos Fernando Luís Vieira Ferreira e os colonos italianos recém chegados, naquela pulmonar expiração  prolongada e coletiva, naquele finalzinho do ranger de rodas dos carros de bois com certamente um dos seus mais difíceis, pesados e últimos salivantes mugidos, além sobretudo do taciturno testemunho das únicas quatro montanhas que os rodeavam, para no entardecer daquele sábado 28 de abril de 1877 na Estrada Geral Presidente da Província de SC Ilmo Sr José Bento de Araújo anexa à Praça Central Ministro Imperial Ilmo Sr Alfredo Chaves da sede de São Marcos da Azambuja, fundarem a Colônia Azambuja. Todavia, já em meados de 1880, ou seja, em menos de 3 anos de fundação e devido sua relativa autossuficiência, a Colônia já contava com mais de 20 engenhos de cana de açúcar, 7 atafonas, uma serraria hidráulica, uma olaria, uma ferraria, um albergo, uma vitivinícola do bisavô parolotto, comunicação telefônica a partir da capital imperial de São Sebastião do Rio de Janeiro e diversas casas de comércio. Por conta deste peculiar e autônomo estágio desenvolvimentista, assim como pelas sempre dificuldades encontradas pelos colonos, pelos insuficientes serviços prestados tanto pelo governo monárquico da Família Regia Sabauda através de seu ainda distante consulado geral italiano em Nossa Senhora do Desterro, Fpolis, quanto pela administração também à distância do governo monárquico brasileiro da Família Regia Bragança, aliados entre si bi-intercontinentalmente, diga-se de passagem, pois o Brasil era o único país das Américas a ter um governo monárquico (assim como seus Reais pares Sabaudos), a grande Colônia Governativa Azambuja, através do decreto imperial brasileiro nº 8366 de dezembro de 1881, deixava então de existir conquistando a sua total, legítima e autônoma emancipação.
Seria todavia esta sua carreira-solo a traçar prematuramente o destino de toda uma Colônia?
Causa no entanto particular estranheza o fato relacionado ainda em 1880 acerca da demissão do diretor da Colônia, o engenheiro e agrimensor Joaquim Vieira Ferreira, haja vista, dentre outros, desde denúncias de fraudes com relação à administração da Colônia Azambuja até a sua própria constatação comprovando a dificuldade de logísticas marítima e lacustre entre a Freguesia de Nossa Senhora Mãe dos Homens do Rio Araranguá até a Vila do Porto de Santo Antônio dos Anjos de Laguna, passando pela Freguesia de Nossa Senhora da Piedade do Rio Tubarão. Há que se acrescentar também o fato de que uma vez emancipada do governo imperial, a Colônia Azambuja passava desde então a ser total e municipalmente administrada sob a jurisdição da comarca do já município de Tubarão.
Salienta-se entretanto que o próprio engenheiro, ao constatar e comprovar a condição a favor da importante ligação via terrestre, entregara-se com tamanho afinco e totalmente engajado no único, melhor e mais viável projeto na rota de comercialização entre estes importantes centros da província catarinense, notadamente as melhorias em prol da construção de uma estrada de rodagem que ligasse diretamente toda a Colônia Azambuja com Tubarão ao norte e com o vale do Araranguá ao sul. Certamente e novamente existiram “forças governamentais ocultas e contrárias“ ou até mesmo “espíritos não dotados de arrojado empreendedorismo“ minando todo seu projeto, impedindo desta forma a efetiva conclusão de tão importante obra. Coincidência ou não, observou-se exatamente a partir daí uma certa estagnação no crescimento e desenvolvimento de toda a Colônia . Diante deste panorama, muitas famílias optaram por abandonar a Colônia e rumaram em direção aos núcleos dela originados, como foi o caso do núcleo de Urussanga, 1880, o núcleo Accioli de Vasconcelos (São José de Cresciuma, 1880, e Rio Cocal, 1885) e o núcleo Presidente Rocha (Treze de Maio) em 1887. Outras famílias dirigiram-se à Freguesia de Nossa Senhora da Piedade do Rio Tubarão uma vez município emancipado da vila do Porto de Santo Antônio dos Anjos de Laguna desde 27 de maio de 1870.